# Лавкрафтова земља (ТВ серија)
Лавкрафтова земља (енгл. Lovecraft Country) је америчка хорор драма телевизијска серија коју је створила Миша Грин. Базирана је на истоименом роману Мета Рафа који је у дистрибуцију ушао 2016. године. Главне улоге тумаче Џурни Смолет и Џонатан Мејџорс, а премијера је била 16. августа 2020. године на Ејч-Би-Оу. Продуценти серије су Продукција „Манкипау”, Продукција „Бед робот” и Телевизијски студио „Ворнер брос”.
Радња серије се бави младим Афроамериканцем који путује по Сједињеним Америчким Државама у доба „Џима Коруа” 1950-их година у потрази за несталим оцем. На путешествију сазнаје мрачне тајне које муче град у којем је познати хорор писац Х. Ф. Лавкрафт наводно засновао локацију многих својих измишљених прича.

## Премиса
Лавкрафтова земља прати Атикуса Фримена. Он је млади црнац и војни ветеран који обожава књиге научне фантастике. Након што се врати из Другог светског рата, његова породица ће бити увучена у мистерију препуну магије и тајних секти, у Америци педесетих година.
Атикусу се придружује пријатељица из детињства Летиша, његов стриц Џорџ у пропутовању дуж Америке Џима Кроуа 1950-их година у потрази за несталим оцем. Ово започиње неизвесну борбу за преживљавање и превазилажење расистичког терора белих Американаца повезану са застрашујућим чудовиштима која је измислио Лавкрафт, али која стварно постоје.
Епизоде „Ја јесам” и „Црни баук” потврђују да је роман Лавкрафтова земља написан од стране Џорџа Фримена Другог. То значи да је син Атикуса Фримена у будућности написао роман о пустоловинама главних јунака. Свестан чињенице да роман има тужан крај по Џорџовог оца, сам Атикус жели да промени крај приче како не би настрадао.

## Производња

### Развој
Дана 16. маја 2017. г. објављено је да је Ејч-Би-Оу издао налог за прављење телевизијске серије Лавкрафтова земља. За извршне продуценте су именовани Миша Грин, Џордан Пеле, Џеј-Џеј Ејбрамс и Бен Стивенсон. Додатно, Грин је именована као шоуранер серије и написала је пилот епизоду. Продукцијске компаније ове серије су Продукција „Манкипо”, Продукција „Бед робот” и Телевизијски судио „Ворнер брос”. Касније је изнето у јавност да је Пеле првобитно донео пројекат Бед роботу, а они су ангажовали Грин за развој емисије.
Годину дана доцније објављено је да ће Јан Деманџ режирати и продуцирати пилот епизоду. Иако није планирана друга сезона, у фебруару 2021. г. Ејч-Би-Оу је најавио да Миша Грин почиње да пише другу сезону.